# Zilva Peaks
Die Zilva Peaks sind bis zu 2100 m hohe Zwillingsgipfel im Grahamland auf der Antarktischen Halbinsel. Sie ragen zwischen den beiden Seitenarmen des Drummond-Gletschers auf.
Der Falkland Islands Dependencies Survey kartierte sie anhand von Luftaufnahmen der Hunting Aerosurveys Ltd. aus den Jahren von 1955 bis 1957. Das UK Antarctic Place-Names Committee benannte sie 1959 nach dem britischen Biochemiker Sylvester Zilva (1884–1956) vom Lister Institute of Preventive Medicine, einem der Wegbereiter zur Produktion von synthetisch hergestelltem Vitamin C.